# Bauhinia hirsutissima
Bauhinia hirsutissima là một loài thực vật có hoa trong họ Đậu. Loài này được Wunderlin miêu tả khoa học đầu tiên.